# Іллінка (Нікопольський район)
Грушівка (до 2024 — Іллінка) — село в Україні, у Марганецькій міській громаді Нікопольського району Дніпропетровської області. Населення — 926 мешканців.

## Географія
Село Грушівка знаходиться на правому березі Каховського водосховища. Через село протікає річка Ревун, вище за течією на відстані 1 км розташоване село Добра Надія, нижче за течією на відстані 2,5 км розташоване місто Марганець. Через село проходить автомобільна дорога Т 0435.

## Історія
- У села виявлено поселення епохи бронзи (ІІ тис. до н. е.).
- На території сучасного села Іллінка (раніше називалося Грушівка) знаходився зимівник та пасіка Івана Сірка.
- Після проведення колективізації, станом на 1934 рік існувало два колгоспи Іллінської сільради — «Здвиг» та «Січовик».
- 19 вересня 2024, селу було повернено історичну козацьку назву Грушівка.

Під час російсько-української війни село опинилось на лінії зіткнення з російськими загарбниками — на протилежному березі Дніпра знаходились тимчасово окуповані території.
20 вересня 2024 року уздовж ліній протистояння протиборчих сил поблизу села на позиції прикордонників була скинута ручна аерозольна граната РГ-Во. На запит України фахівці ОЗХЗ дослідили залишки гранати та проби ґрунту й виявили речовину CS — засіб боротьби з масовими заворушеннями, використання якого заборонене Конвенцією про заборону хімічної зброї як засобу ведення війни.

## Населення

### Мова
Розподіл населення за рідною мовою за даними перепису 2001 року:
| Мова       | Кількість | Відсоток |
| ---------- | --------- | -------- |
| українська | 806       | 87.04%   |
| російська  | 116       | 12.53%   |
| білоруська | 4         | 0.43%    |
| Усього     | 926       | 100%     |

## Економіка
- Іллінський психоневрологічний інтернат.

## Об'єкти соціальної сфери
- Фельдшерський пункт.